# Framheim

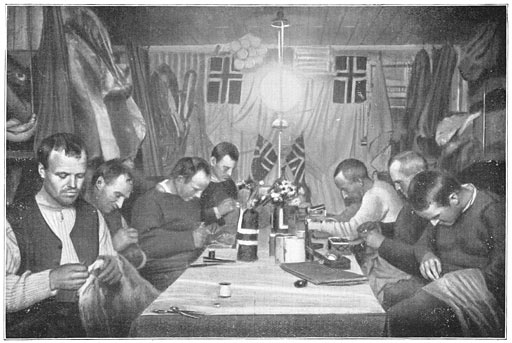
Wnętrze głównego budynku.

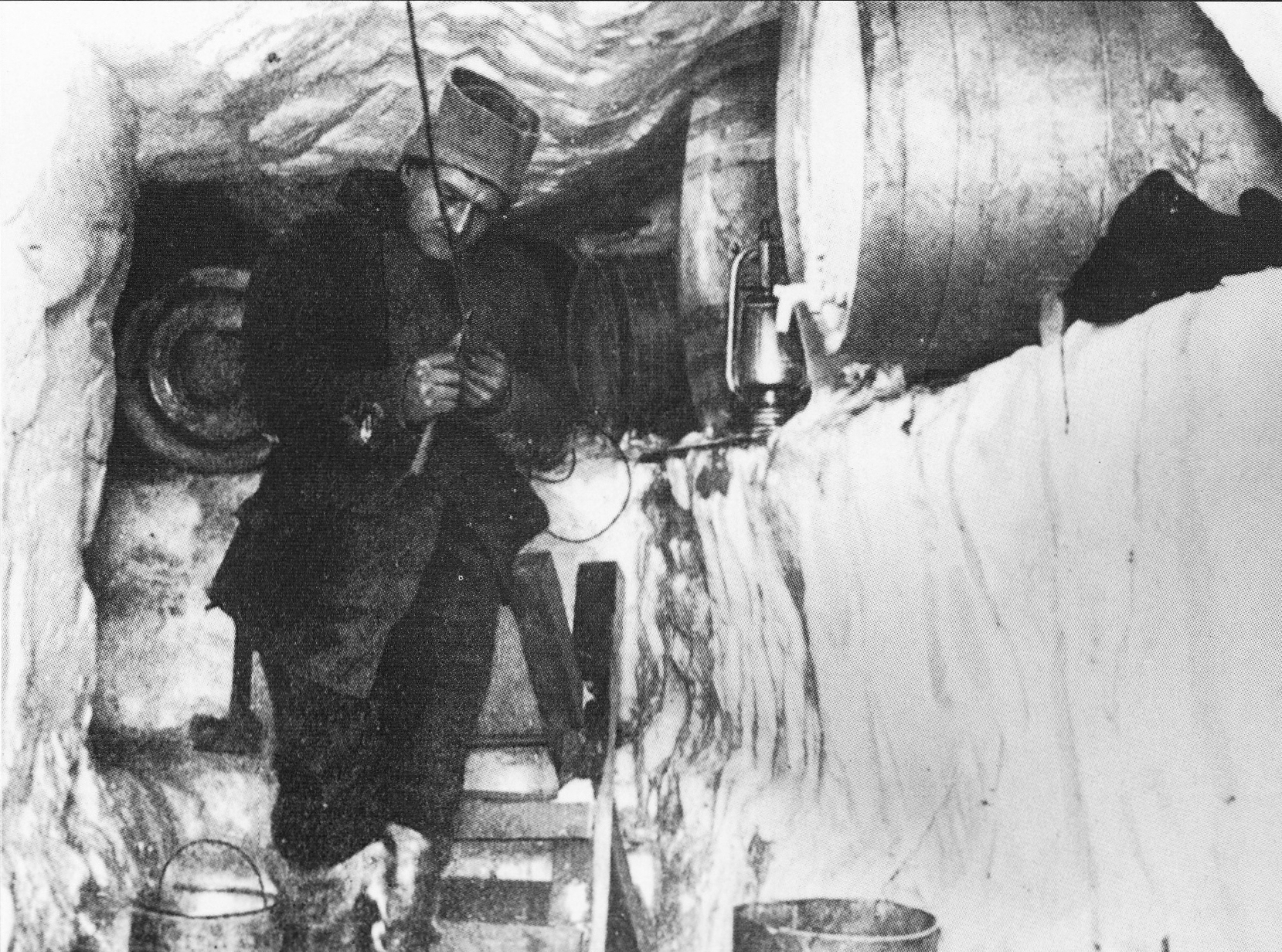
Wydrążony w śniegu magazyn paliwa.

Framheim (Dom Frama) – baza polarna założona przez Roalda Amundsena w styczniu 1911 roku na Lodowcu Szelfowym Rossa. W latach 1911–1912 służyła uczestnikom wyprawy na biegun południowy jako schronienie i magazyn.

## Historia
W 1909 roku Roald Amundsen zmienił cel projektowanej przez siebie wyprawy z bieguna północnego na biegun południowy. Nie poinformował o tym opinii publicznej, lecz rozpoczął poszukiwanie lokalizacji na wybrzeżu Antarktydy pod budowę przyszłej bazy. Uznał, że dogodnym miejscem będzie wybrzeże Zatoki Wielorybiej na Lodowcu Szelfowym Rossa. Zgodnie z zapiskami sporządzonymi kilka lat wcześniej przez Ernesta Shackletona, podłoże w tym regionie miało być wprawdzie niestabilne, ale Amundsen wywnioskował z dokumentacji prowadzonej przez brytyjskiego polarnika, że lód wokół Zatoki Wielorybiej osadzony jest na licznych szkierach i mieliznach. Było to założenie błędne, lecz pomyłka Amundsena nie wpłynęła na przebieg wyprawy.
Amundsen zdecydował się wznieść na Antarktydzie chatę. Prefabrykaty, z których miała zostać wzniesiona, przechowywał na tyłach swojego domu. W sierpniu 1910 roku zabrał je ze sobą na pokład statku "Fram", choć o prawdziwym celu podróży wiedział wówczas tylko on, jego brat Leon, i jego trzech oficerów – Thorvald Nilsen, Hjalmar Fredrik Gjertsen oraz Kristian Prestrud. Obecność prefabrykatów na pokładzie skłoniła pozostałą część załogi do snucia podejrzeń, gdyż rejs po Morzu Arktycznym, w który oficjalnie mieli wypłynąć, nie wiązał się ze wznoszeniem żadnych budynków. Na krótko przed opuszczeniem Madery Amundsen poinformował wszystkich uczestników wyprawy o jej prawdziwym celu.
14 stycznia 1911 roku "Fram" dotarł do Zatoki Wielorybiej, zaś 16 stycznia rozpoczęto budowę przyszłej bazy. 17 stycznia wykopano głębokie na 4 metry fundamenty. W pracy tej przeszkadzał bardzo silny wiatr, więc polarnicy wznieśli zatrzymującą go barierę z desek. 18 stycznia rozpoczęto wznoszenie budynku ze stale dostarczanych ze statku części. Pracami tymi kierował Jørgen Stubberud. 21 stycznia ukończono budowę dachu, zaś 27 stycznia baza była gotowa do użytkowania. Amundsen nadał jej wówczas nazwę Framheim.
W ciągu kolejnych kilku miesięcy baza służyła dziewięciu polarnikom jako schronienie podczas trwania nocy polarnej. Trwały w niej wówczas przygotowania do planowanego na wiosnę wymarszu na południe. 15 października na biegun południowy wyruszyli Amundsen, Sverre Hassel, Oscar Wisting, Olav Bjaaland i Helmer Hanssen, zaś 1 listopada Prestrud, Stubberud i Hjalmar Johansen rozpoczęli podróż badawczą na Półwysep Edwarda VII. W bazie pozostał wówczas wyłącznie kucharz Adolf Lindstrøm. Pod koniec grudnia do Framheimu powróciła grupa Prestruda, a 25 stycznia dotarła tam grupa Amundsena, która kilka tygodni wcześniej osiągnęła biegun południowy. 30 stycznia baza została opuszczona.
W ciągu kolejnych kilku lat baza została przysypana świeżymi opadami śniegu. W latach trzydziestych jej okolice zostały wykorzystane przez ekspedycje dowodzone przez Richarda Byrda pod budowę stacji badawczych Little America I, II i III. Około roku 1962 bryła lodu, na której były niegdyś zlokalizowane baza Framheim i stacje Little America, oderwała się od Lodowca Szelfowego Rossa i zaczęła dryfować po otwartym morzu. Później utworzona w ten sposób góra lodowa uległa dalszym podziałom.

## Konstrukcja i wyposażenie
Głównym punktem bazy była chata z prefabrykatów. Była zbudowana na planie prostokąta. Jej dłuższe ściany wychodziły na północ i południe, zaś krótsze – na wschód i zachód. Drzwi zostały umieszczone w ścianie zachodniej. Dzięki temu zminimalizowane zostały skutki wiejących tam przez większość czasu silnych, wschodnich wiatrów, które nacierały wyłącznie na szczelną, niewielką wschodnią ścianę budynku. We wnętrzu chaty zmieściły się łóżka dla dziesięciu osób. Na Antarktydzie na zimę 1911 roku pozostało jednak tylko dziewięciu polarników, więc jedno z łóżek zostało usunięte, a jego miejsce zajął chronometr. W osobnym pomieszczeniu utworzono niewielką kuchnię, w której przechowywano produkty, które nie wytrzymałyby niskich temperatur panujących poza budynkiem, w tym medykamenty, syropy, konfitury i sosy. W kuchni przechowywano także aparaturę meteorologiczną, która nie zmieściła się w głównym pokoju.
Wokół głównego budynku rozstawiono wiele namiotów w kształcie stożka, z których większość stała się domami dla towarzyszących wyprawie psów. W jednym z namiotów urządzono składzik na drewno. W śniegu wykopano natomiast liczne magazyny, w których przechowywano żywność, paliwo i sprzęt. W osobnym wykopanym w śniegu pomieszczeniu umieszczono warsztat stolarski, w którym przechowywano należące do ekspedycji sanie, a Olav Bjaaland pracował nad ich naprawą. Naprzeciwko warsztatu stolarskiego zlokalizowano niewielką kuźnię. Do obu pomieszczeń prowadziły wyżłobione w twardym śniegu stopnie, na których umieszczono drewniane deski. W osobnym, ukrytym pod śniegiem pomieszczeniu zlokalizowano warsztat, w którym Oscar Wisting pracował na maszynie do szycia. Całość została ze sobą połączona siecią wydrążonych w śniegu tuneli.